# Canton de Bois-Guillaume
Le canton de Bois-Guillaume est une circonscription électorale française située dans le département de la Seine-Maritime et la région Normandie. Sa délimitation a été modifiée par le décret du 27 février 2014. Elle tient lieu de circonscription d'élection des conseillers départementaux et entre en vigueur lors des premières élections départementales suivant la publication du décret.
À la suite du redécoupage cantonal de 2014, les limites territoriales du canton sont remaniées. Le nombre de communes du canton passe de 3 à 19.

## Géographie
Ce canton est organisé autour de Bois-Guillaume dans l'arrondissement de Rouen. Son altitude varie de 52 m (Bois-Guillaume) à 172 m (Isneauville) pour une altitude moyenne de 138 m.

## Histoire
Le canton a été créé en 1982 par scission du canton de Darnétal.
Un nouveau découpage territorial de la Seine-Maritime entre en vigueur à l'occasion des premières élections départementales suivant le décret du 27 février 2014. Les conseillers départementaux sont, à compter de ces élections, élus au scrutin majoritaire binominal mixte. Les électeurs de chaque canton élisent au Conseil départemental, nouvelle appellation du Conseil général, deux membres de sexe différent, qui se présentent en binôme de candidats. Les conseillers départementaux sont élus pour 6 ans au scrutin binominal majoritaire à deux tours, l'accès au second tour nécessitant 12,5 % des inscrits au 1er tour. En outre la totalité des conseillers départementaux est renouvelée. Ce nouveau mode de scrutin nécessite un redécoupage des cantons dont le nombre est divisé par deux avec arrondi à l'unité impaire supérieure si ce nombre n'est pas entier impair, assorti de conditions de seuils minimaux. Dans la Seine-Maritime, le nombre de cantons passe ainsi de 69 à 35.

## Représentation

### Conseillers généraux de 1982 à 2015
| Période | Période | Identité        | Étiquette               | Qualité                                                             |
| ------- | ------- | --------------- | ----------------------- | ------------------------------------------------------------------- |
| 1982    | 1987    | Pierre Quintard | DVD                     | Pharmacien Maire de Bois-Guillaume (1965-1987)                      |
| 1987    | 2008    | René Seille     | DVD puis UMP            | Commerçant Maire de Bois-Guillaume (1987-2006)                      |
| 2008    | 2015    | Gilbert Renard  | UMP (« Alternance 76 ») | Directeur de société retraité Maire de Bois-Guillaume (depuis 2006) |

### Conseillers départementaux depuis 2015
| Période élective | Période élective | Mandat | Mandat   | Identité           | Nuance | Nuance | Qualité |
| ---------------- | ---------------- | ------ | -------- | ------------------ | ------ | ------ | --- |
| 2015             | 2021             | 2015   | 2021     | Nathalie Lecordier |        | DVD    | Conseillère conjugale et familiale Première maire-adjointe de Bihorel |
| 2015             | 2021             | 2015   | 2021     | Pascal Martin      |        | UDI    | Colonel de sapeurs-pompiers professionnel Maire de Montville (1995 → 2015) Conseiller général de Clères (1993 → 2015) Président du conseil départemental de la Seine-Maritime (2015 → 2019) Président de la CCPNOR (2003 → 2016) Sénateur depuis 2019 |
| 2021             | 2028             | 2021   | en cours | Nathalie Lecordier |        | DVD    | Conseillère sortante 3ème vice-présidente chargée de l’Enfance, de la Famille, de la santé et de l’Egalité |
| 2021             | 2028             | 2021   | en cours | Pascal Martin      |        | MR     | Conseiller sortant |

### Résultats détaillés

#### Élections de mars 2015
Lors des élections départementales de 2015, le binôme composé de Nathalie Lecordier et Pascal Martin (Union de la Droite) est élu au 1er tour avec 50,21 % des suffrages exprimés, devant le binôme composé de Marie-Hélène Buchon et Thomas Cellier (Union de la gauche) (19,92 %). Le taux de participation est de 53,16 % (18 151 votants sur 34 142 inscrits) contre 49,48 % au niveau départementalet 50,17 % au niveau national.
Pascal Martin est membre du MR.

#### Élections de juin 2021
Le premier tour des élections départementales de 2021 est marqué par un très faible taux de participation (33,26 % au niveau national). Dans le canton de Bois-Guillaume, ce taux de participation est de 37,48 % (12 699 votants sur 33 878 inscrits) contre 32,19 % au niveau départemental. À l'issue de ce premier tour, deux binômes sont en ballottage : Nathalie Lecordier et Pascal Martin (Union au centre et à droite, 56,32 %) et Philippe Sauvajon et Mélanie Vauchel (Union à gauche avec des écologistes, 28,49 %).
Le second tour des élections est marqué une nouvelle fois par une abstention massive équivalente au premier tour. Les taux de participation sont de 34,36 % au niveau national, 32,06 % dans le département et 37,13 % dans le canton de Bois-Guillaume. Nathalie Lecordier et Pascal Martin (Union au centre et à droite) sont élus avec 68,44 % des suffrages exprimés (8 181 voix pour 12 580 votants et 33 881 inscrits),,. 

## Composition

### Composition avant 2015
Le canton de Bois-Guillaume regroupait 3 communes.
| Nom                        | Code Insee | Codepostal | Superficie (km2) | Population (dernière pop. légale) | Densité (hab./km2) |
| -------------------------- | ---------- | ---------- | ---------------- | --------------------------------- | ------------------ |
| Bois-Guillaume (chef-lieu) | 76108      | 76230      | 8,85             | 12 847 (2012)                     | 1 452              |
| Bihorel                    | 76095      | 76420      | 2,51             | 8 415 (2009)                      | 3 353              |
| Isneauville                | 76377      | 76230      | 8,20             | 2 574 (2012)                      | 314                |

### Composition depuis 2015
Le canton comprend dix-neuf communes entières.
| Nom                                    | Code Insee | Intercommunalité          | Superficie (km2) | Population (dernière pop. légale) | Densité (hab./km2) | Modifier                                    |
| -------------------------------------- | ---------- | ------------------------- | ---------------- | --------------------------------- | ------------------ | ------------------------------------------- |
| Bois-Guillaume (bureau centralisateur) | 76108      | Métropole Rouen Normandie | 8,85             | 14 497 (2022)                     | 1 638              | modifier les données · modifier les données |
| Anceaumeville                          | 76007      | CC Inter-Caux-Vexin       | 4,68             | 693 (2022)                        | 148                | modifier les données · modifier les données |
| Authieux-Ratiéville                    | 76038      | CC Inter-Caux-Vexin       | 5,16             | 405 (2022)                        | 78                 | modifier les données · modifier les données |
| Bihorel                                | 76095      | Métropole Rouen Normandie | 2,51             | 8 299 (2022)                      | 3 306              | modifier les données · modifier les données |
| Le Bocasse                             | 76105      | CC Inter-Caux-Vexin       | 8,62             | 655 (2022)                        | 76                 | modifier les données · modifier les données |
| Bosc-Guérard-Saint-Adrien              | 76123      | CC Inter-Caux-Vexin       | 10,41            | 1 085 (2022)                      | 104                | modifier les données · modifier les données |
| Claville-Motteville                    | 76177      | CC Inter-Caux-Vexin       | 9,26             | 259 (2022)                        | 28                 | modifier les données · modifier les données |
| Clères                                 | 76179      | CC Inter-Caux-Vexin       | 11,36            | 1 380 (2022)                      | 121                | modifier les données · modifier les données |
| Esteville                              | 76247      | CC Inter-Caux-Vexin       | 5,29             | 538 (2022)                        | 102                | modifier les données · modifier les données |
| Fontaine-le-Bourg                      | 76271      | CC Inter-Caux-Vexin       | 12,20            | 1 883 (2022)                      | 154                | modifier les données · modifier les données |
| Frichemesnil                           | 76290      | CC Inter-Caux-Vexin       | 8,10             | 392 (2022)                        | 48                 | modifier les données · modifier les données |
| Grugny                                 | 76331      | CC Inter-Caux-Vexin       | 3,18             | 1 009 (2022)                      | 317                | modifier les données · modifier les données |
| La Houssaye-Béranger                   | 76369      | CC Inter-Caux-Vexin       | 8,06             | 539 (2022)                        | 67                 | modifier les données · modifier les données |
| Isneauville                            | 76377      | Métropole Rouen Normandie | 8,20             | 3 713 (2022)                      | 453                | modifier les données · modifier les données |
| Mont-Cauvaire                          | 76443      | CC Inter-Caux-Vexin       | 9,02             | 883 (2022)                        | 98                 | modifier les données · modifier les données |
| Montville                              | 76452      | CC Inter-Caux-Vexin       | 10,85            | 4 618 (2022)                      | 426                | modifier les données · modifier les données |
| Quincampoix                            | 76517      | CC Inter-Caux-Vexin       | 20,34            | 3 118 (2022)                      | 153                | modifier les données · modifier les données |
| Saint-Georges-sur-Fontaine             | 76580      | CC Inter-Caux-Vexin       | 9,09             | 927 (2022)                        | 102                | modifier les données · modifier les données |
| Sierville                              | 76675      | CC Inter-Caux-Vexin       | 15,91            | 1 105 (2022)                      | 69                 | modifier les données · modifier les données |
| Canton de Bois-Guillaume               | 7602       |                           | 171,09           | 45 998 (2022)                     | 269                | modifier les données                        |

## Démographie

### Démographie avant 2015
| 1982   | 1990   | 1999   | 2006   | 2011   | 2012   |
| ------ | ------ | ------ | ------ | ------ | ------ |
| 20 847 | 21 727 | 23 349 | 23 858 | 23 611 | 23 689 |

### Démographie depuis 2015
En 2022, le canton comptait 45 998 habitants, en évolution de +5,28 % par rapport à 2016 (Seine-Maritime : +0,35 %, France hors Mayotte : +2,11 %).
| 2013   | 2018   | 2022   |
| ------ | ------ | ------ |
| 42 630 | 44 952 | 45 998 |